# 모의 법정 (영화)
《모의 법정》(Listen To Me)은 미국에서 제작된 더글러스 데이 스튜어트 감독의 1989년 영화이다. 크리스토퍼 앳킨스 등이 주연으로 출연하였다.

## 출연

### 주연
- 크리스토퍼 앳킨스
- 커크 캐머런

### 조연
- 릴리안 쇼빈
- 퀸 커밍스
- 피터 드루이즈
- 제이미 거츠